# Edithea schiblii
Edithea schiblii är en måreväxtart som beskrevs av Borhidi, Saynes och K.Velasco. Edithea schiblii ingår i släktet Edithea och familjen måreväxter. Inga underarter finns listade i Catalogue of Life.